# Estimulación cerebral profunda

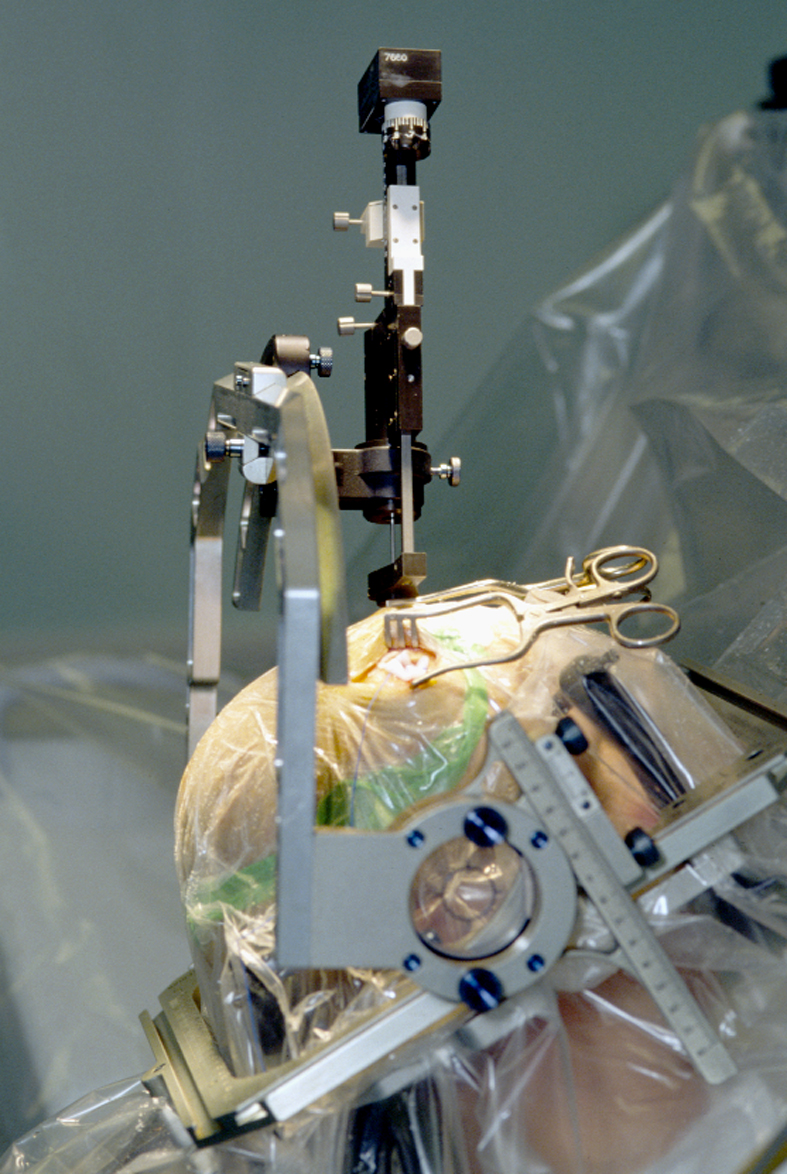
Inserción de un electrodo en la estimulación cerebral profunda para tratar la enfermedad de Parkinson.

La Estimulación Cerebral Profunda, o deep brain stimulation (DBS) en inglés, es un tratamiento quirúrgico consistente en implantar un aparato médico que envía impulsos eléctricos a puntos específicos del cerebro. Seleccionando estos puntos se han conseguido beneficios terapéuticos para enfermedades resistentes a tratamiento como puedan ser el dolor crónico, la enfermedad de Parkinson, temblor esencial o distonia. A pesar de la relativamente larga historia de esta técnica, sus principios subyacentes y mecanismos aún no están claros. Básicamente lo que se consigue es cambiar la actividad cerebral de una manera controlada y sus efectos son reversibles.

## Funcionamiento[1]
La estimulación cerebral profunda usa un dispositivo médico implantado quirúrgicamente operado por una batería llamado neuroestimulador —similar a un marcapasos cardíaco y aproximadamente del tamaño de un cronómetro— para enviar estimulación eléctrica a áreas específicas del cerebro que controlan el movimiento, bloqueando las señales nerviosas anormales que causan el temblor y los síntomas de la enfermedad. 
Antes del procedimiento, un neurocirujano usa la captación de imágenes por resonancia magnética (IRM) o la tomografía computarizada (TC) para identificar y ubicar el objetivo exacto dentro del cerebro donde las señales eléctricas nerviosas generan los síntomas de la enfermedad. Algunos cirujanos pueden usar el registro con microelectrodos, que involucra un cable pequeño que monitoriza la actividad de las células nerviosas en el área objetivo para identificar más específicamente el objetivo cerebral preciso que será estimulado. Generalmente, estos objetivos son el tálamo, el núcleo subtalámico y el globo pálido.
El sistema se basa en tres componentes: el electrodo, la extensión y el neuroestimulador. El electrodo, un cable delgado y aislado, se inserta a través de una pequeña abertura en el cráneo y se implanta en el cerebro. La punta del electrodo se posiciona dentro del área objetivo del cerebro.
La extensión es un cable aislado que se pasa bajo la piel de la cabeza, el cuello y el hombro, conectando el electrodo al neuroestimulador. El neuroestimulador (el "paquete de baterías") es el tercer componente y generalmente se implanta bajo la piel cerca de la clavícula. En algunos casos puede implantarse más abajo en el pecho o bajo la piel sobre el abdomen.
Una vez que el sistema esté colocado, se envían impulsos eléctricos desde el neuroestimulador hacia el cable de extensión y el electrodo dentro del cerebro. Estos impulsos interfieren y bloquean las señales eléctricas que causan los síntomas de Parkinson.
El procedimiento tiene la gran ventaja sobre talamatomías o palidotomías en que los efectos son reversibles, modificables y no se crea una lesión en el tejido cerebral. Múltiples factores determinan el éxito del procedimiento y es necesario un equipo multidisciplinario con experiencia para obtener los mejores resultados. Sin embargo la colocación apropiada del electrodo cerebral es el elemento crítico del procedimiento. La selección del paciente, expectativas adecuadas, neurólogos con experiencia en el manejo del estimulador y enfermedad tratada también son indispensables.